# Sidney W. Pink
Sidney W. Pink, né à Pittsburgh le 16 mars 1916, mort à Pompano Beach le 12 octobre 2002 est un réalisateur et un producteur de films américain.

## Biographie
Sidney W. Pink est connu pour avoir produit les premiers westerns spaghetti et les premiers films de science-fiction bon marché. Il a aussi contribué au passage de Dustin Hoffman du théâtre au cinéma.
Il est enfin considéré comme le père des longs métrages en 3D.

## Filmographie

### Réalisateur
- 1961 : Reptilicus, co-réalisé avec Poul Bang
- 1962 : Objectif septième planète (Journey to the Seventh Planet)
- 1965 : Le Chemin de l'or (Finger on the Trigger)
- 1966 : Le Triomphe des sept desperadas (7 donne per una strage), co-réalisé avec Rudolf Zehetgruber et Gianfranco Parolini
- 1967 : Joe Navidad (de) (The Christmas Kid)

### Producteur
- 1959 : La Planète rouge (The Angry Red Planet), d'Ib Melchior (également scénariste)
- 1965 : Le Chemin de l'or (Finger on the Trigger)
- 1966 : Dos mil dólares por Coyote (Django... cacciatore di taglie), de León Klimovsky
- 1967 : Bang Bang Kid, de Giorgio Gentili